# Chó săn thỏ phương Bắc
Chó săn thỏ phương Bắc (tiếng Anh: North Country Beagle, Northern Hound hoặc Northern Beagle) là một giống chó tồn tại ở Anh có thể cho đến đầu thế kỷ XIX. Thời điểm chính xác khi giống chó này tuyệt chủng không được biết đến; có khả năng chúng đã dần bị lai tạo với các giống chó khác, đặc biệt là Chó săn thỏ hiện đại, cho đến khi dòng máu Chó săn thỏ phương Bắc thuần khiết chấm dứt tồn tại.
Nguồn gốc của Chó săn thỏ phương Bắc không rõ ràng. Hầu hết các nhà văn cho rằng nó đã được phát triển từ Chó Talbot, có nguồn gốc không chắc chắn, nhưng một số người đã tuyên bố chúng có nguồn gốc ở Normandy. Talbot là một loài chó săn mùi màu trắng, chậm chạp, cuống họng sâu. Tại một số thời điểm, Talbot đã được lai với chó săn thỏ với mục đích vải thiện tốc độ cho chúng, nhưng chúng vẫn là những con chó tương đối chậm mà dựa vào khứu giác nhiều hơn tốc độ trong cuộc săn đuổi.
Cả Chó săn thỏ phương Bắc và Chó săn phương Nam dường như đã mất ưu thế trong thế kỷ XVIII vì cách thức để săn lùng ít tốn thời gian dẫn đến sự phát triển của giống chó săn cáo có tốc độ nhanh hơn. Chó săn thỏ phương Bắc có thể đã hình thành một phần của các đàn chó được nuôi bởi những người nông dân miền Nam để săn thỏ và cuối cùng trở thành hạt nhân cho giống chó săn thỏ hiện đại. Stonehenge nói rằng những con chó săn giống như mô tả của Chó săn thỏ phương Bắc vẫn tồn tại ở xứ Wales, Devon, Yorkshire và Sussex trong thế kỷ XIX, nhưng anh ta nghi ngờ về mức độ những đàn chó này thực sự đại diện cho bất kỳ một trong ba giống chó săn đầu tiên.

### Sách chú giải
- "Stonehenge", (J. H. Walsh) (1859). The Dog, in Health and Disease. Luân Đôn: Longman, Green, Longman and Roberts.
- Smith, Steve (2002). The Encyclopedia of North American Sporting Dogs. Willow Creek Press. tr. 256. ISBN 1-57223-501-2.